# Clostera deldeni
Clostera deldeni är en fjärilsart som beskrevs av Sergius G. Kiriakoff 1960. Clostera deldeni ingår i släktet Clostera och familjen tandspinnare. Inga underarter finns listade i Catalogue of Life.